# Jules Sher
Jules Sher (* 1934 in Johannesburg) ist ein australischer Maler südafrikanischer Herkunft.

## Biografie
Sher studierte von 1951 bis 1954 Malerei an der Johannesburg Art School und ergänzend 1956 an der St Martin’s School of Art in London. 1967 wanderte er nach Australien aus.
Sher ist ein Anhänger der abstrakten Landschaftsmalerei und nahm bislang an zahlreichen nationalen und auch internationalen Einzel- und Gruppenausstellungen teil, zu denen er oftmals eingeladen wurde. Für seine Arbeiten wurde er mehrfach ausgezeichnet. 1993 bekam er vom Kulturausschuss von Western Australia (WA) für den „Western Australia Art Award“ die höchste Empfehlung und 1994 war er in der Endauswahl für den Mandorla-Preis für religiöse Kunst, WA. Er veröffentlichte zahlreiche Fachartikel.
Sher ist verheiratet mit der 1947 in Durban geborenen Künstlerin Jean Sher.

## Auszeichnungen
- 1989: 1. Preis bei der Gallery Australia Exhibition, Perth, WA
- 1992:
  - 1. Preis „WA DILGEA[2] Migrant Art Award“
  - 1. Preis der Hammersley Iron & Associates, Kunstgalerie von Cossack, WA
- 2001: Preisgewinn der Mermaid Marine Australia Ltd. bei den „Cossack Art Awards“
- 2002: 1. Preis des Shires von Roebourne für das beste umfassende Kunstwerk bei den „Cossack Art Awards“